# Trebista
Trebista war der Name einer Burg (castellum) im pagus Milzani in der heutigen Oberlausitz, die König König Heinrich II. im Jahre 1007 dem Hochstift Meißen geschenkt hat. Die Schenkungsurkunde nennt neben Trebista die Burgen Ostrusna, das heute mit Ostritz südlich Görlitz identifiziert wird, und Godobi, das heutige Göda westlich Bautzen. Die Lokalisierung von Trebista war lange Zeit unklar, wird aber heute im Allgemeinen bei der Doberschauer Schanze angenommen, einer frühmittelalterlichen Wallburg, die nach der Jahrtausendwende als Mittelpunkt eines Burgwardbezirkes genutzt wurde. Der Name leitet sich vom altsorbischen trebiti für roden ab und verweist auf Land, das durch Rodung gewonnen wurde.
Die in der Vergangenheit diskutierte Zuordnung von Trebista zu Großdrebnitz bei Bischofswerda ist unsicher, weil es hier keine Hinweise auf eine früh- bzw. hochmittelalterliche Befestigung gibt. Im Jahre 2007 wollten sowohl Großdrebnitz als auch Doberschau ihr tausendjähriges Bestehen feiern, wodurch die Debatte erneut aufflammte. Letztendlich führte nur Doberschau die Feierlichkeiten durch.

## Heutige Sicht
Die Zuordnung von Trebista zu Großdrebnitz bezieht sich zumeist auf die Urkundenedition durch Ernst Gotthelf Gersdorf im Codex diplomaticus Saxoniae regiae aus dem Jahr 1867. Diese Lokalisation wurde seitdem mehrfach in Frage gestellt, aber auch bekräftigt. Maßgebend ist offenbar die Namensähnlichkeit, wobei es vermutlich zutrifft, dass sich die Namen für Trebista und Drjewnica (verbürgt für Drebnitz) auf gerodetes Land zurückführen lassen. Daraus ergibt sich jedoch nicht zwingend, dass Großdrebnitz mit Trebista identisch ist, weil gerodetes Land während der Ostbesiedelung keine Seltenheit darstellte. Außerdem lässt die Zurückführung von Trebista auf Rodung, also eine Fläche, auch andere Schlüsse zu. Es ist danach möglich, dass der Burgwardbezirk Trebista existierte, mit einem noch nicht verbindlich lokalisierten Hauptort, und weitere Orte im Gebiet ihren Namen (später) nach dem Burgwardbezirk erhielten. In diesem Falle wäre Großdrebnitz nach dem Burgwardbezirk Trebista benannt worden und nicht umgekehrt und könnte sich nicht auf die Urkunde von 1007 beziehen. In der Urkunde ist ausdrücklich von castella die Rede und damit den Mittelpunkten von Burgwardbezirken. Die Kritik an der Debatte zugunsten Großdrebnitz bezieht sich darauf, dass es außer dieser mehrdeutigen Namensähnlichkeit in Großdrebnitz keine Hinweise auf eine früh- und hochmittelalterliche Burganlage mit einer solch bedeutenden Funktion gibt. Die Vermutung, dass es sich bei dem Kirchberg von Großdrebnitz vor dem Kirchbau um eine Wehranlage gehandelt haben könnte, ist unbelegt. Aus der Zeit des Kirchbaus sind keine relevanten Fundstücke überliefert.
Mit der Diskussion um den Charakter von Trebista als Rodungsfläche entstand die Hypothese, dass der Hauptort eines Burgwardbezirkes Drebnitz auch die Stadt Bischofswerda gewesen sein könnte, die damit dem Castellum Trebista gleichzusetzen wäre. Die Stadt war bereits in der fraglichen Zeit für ein Kastell strategisch günstiger gelegen als Großdrebnitz und es gibt klare Hinweise, dass sie deutlich älter ist als die erste urkundliche Erwähnung 1227.

## Die Frage der Lokalisierung in der historischen und archäologischen Forschung
Der Theologe und Historiker Johann Christian Schöttgen (1687–1751) setzte Trebista mit Trebitz bei Oschatz gleich, während Schultes von einem Ort bei Döbeln ausging. Spätestens in der ersten Hälfte des 19. Jahrhunderts wurden dieser und weitere Lokalisierungsvorschläge für Trebista in regionalen und überregionalen Publikationen vorgebracht und diskutiert. Sie beruhten in dieser Zeit fast ausschließlich noch auf sprachlichen Ähnlichkeiten, wobei oft die neuzeitlichen Ortsnamen und nicht ihre ältesten bekannten Varianten Berücksichtigung fanden. Erstmals wurde 1824 im Neuen Lausitzischen Magazin vermutet, Trebista könnte mit Drebnitz zwischen Bischofswerda und Stolpen identisch sein, wobei der Verfasser auch ein Trebichen bei Stolpe in Erwägung zog. In derselben Zeitschrift wurde 1834 Trebniza zu Drebnitz gestellt, einem Begriff, der gleichsam für Ort, Wald, Berg und Bach gelten solle. 1860 wurde Trebista in Trebus bei Niesky erkannt. Die erste Großdrebnitzer Chronik von 1869 griff die Ableitung des Ortsnamens Drebnitz aus einer schon vorher vorhandenen Umgebung, also z. B. einem Trebista, wieder auf. Demnach soll als Ortsbezeichnung „in der Drebnitz“ überliefert sein. 1879 unterstützte Hermann Knothe die Zuordnung von Großdrebnitz zu Trebista. Der Historiker Alfred Meiche untersuchte die überlieferten Grenzlinien und ordnete Trebista 1908 erstmals Doberschau zu. Diese Sicht widerspiegelt sich auch im 2006 von Karlheinz Blaschke herausgegebenen Digitalen Historischen Ortsverzeichnis von Sachsen.